# ジェラシーの痕跡
「ジェラシーの痕跡」（ジェラシーのあざ）は、緒方恵美の6枚目のシングル。1997年12月17日にポリグラムから発売された。

## 概要
- 1997年にテレビ東京系列で放送された『渋谷でチュッ!』のオープニングテーマとして使用された[2]。

## 収録曲
（全作詞：松井五郎）
1. ジェラシーの痕跡 [4:18]
作曲：羽田一郎、編曲：松浦晃久
  - テレビ東京系『渋谷でチュッ!』オープニングテーマ[3]
2. breath [4:56]
作曲・編曲：見良津健雄
3. ジェラシーの痕跡（karaoke） [4:18]

## 収録アルバム
| 曲名             | 収録アルバム         | 発売日        | 規格品番     |
| ---------------- | -------------------- | ------------- | ------------ |
| ジェラシーの痕跡 | 『MO』               | 1998年3月11日 | POCX-1094    |
| ジェラシーの痕跡 | 『Live [em:ou]』     | 1999年3月17日 | POCX-1115    |
| ジェラシーの痕跡 | 『RUNNER』           | 1999年6月30日 | POCX-1120    |
| ジェラシーの痕跡 | 『アイタイ。』       | 2002年12月4日 | LACA-9015/8  |
| ジェラシーの痕跡 | 『EARLY OGATA BEST』 | 2018年5月30日 | LACA-9629/30 |
| breath           | 『Live [em:ou]』     | 1999年3月17日 | POCX-1115    |
| breath           | 『RUNNER』           | 1999年6月30日 | POCX-1120    |
| breath           | 『アイタイ。』       | 2002年12月4日 | LACA-9015/8  |